# Nikodem Caro
Nikodem Caro, född 23 maj 1871 i Łódź, död 27 juni 1935 i Zürich, var en tysk industrikemist.
Caro var ledare för de bayerska kväveverken och fick professors titel 1912. Av största betydelse var hans upptäckt, att kalkkväve eller kalciumcyanamid kan framställas genom att man leder luftens kväve över en glödande blandning av kalk och kol. 
Vid sidan av Fritz Habers ammoniaksyntes utgör den av Caro tillsammans med Adolph Frank utarbetade kalciumcyanamidmetoden det viktigaste förfarande, varigenom man utnyttjar det atmosfäriska kvävet för lantbrukets behov. Bland andra viktiga insatser av Caro kan nämnas hans metoder att framställa rent kväve ur luft, att framställa ammoniak ur torv samt grafit ur acetylen och ur karbider.